# Рибакова Галина Іларіонівна
Галина (Агафія) Іларіонівна Рибакова (19 лютого 1939, село Веселий Невесельської сільради Всходського району, тепер Смоленської області, Російська Федерація — 19 квітня 2018, село Ліпіци Серпуховського району Московської області, Російська Федерація) — радянська державна діячка, новатор виробництва, токар бригадир радгоспу «Заокський» Серпуховського району Московської області. Депутат Верховної Ради СРСР 10-го скликання. Член Центральної Ревізійної Комісії КПРС у 1976—1981 роках. Герой Соціалістичної Праці (30.04.1966).

## Життєпис
Народилася в селянській родині Іларіона Потапенкова. Закінчила семирічну школу, а в 1957 році — Бітцевський сільськогосподарський технікум Московської області.
У 1957—1958 роках — агроном, у 1958—1960 роках — агроном-бригадир комплексної бригади колгоспу «Призыв» села Ліпіци Серпуховського району Московської області.
З березня 1960 року — бригадир овочівницької бригади радгоспу «Заокський» села Ліпіци Серпуховського району Московської області.
Член КПРС з 1960 року.
Указом Президії Верховної Ради СРСР від 30 квітня 1966 року за успіхи, досягнуті у виробництві і заготівлі овочів, Рибаковій Галині (Агафії) Іларіонівні присвоєно звання Героя Соціалістичної Праці з врученням ордена Леніна і золотої медалі «Серп і Молот».
У 1972 році бригада під її керівництвом отримала 589 центнерів овочів з одного гектара, в 1973 році — 639, в 1974 році — 708, в 1975 році — 792,6 центнера овочів з кожного із 210 гектарів заплави.
З 1993 року працювала бригадиром АТЗТ «Заокський». Після його банкрутства в 1999—2008 роках — генеральний директор ТОВ «Весна» Серпуховського району Московської області.
З 2008 року — на пенсії в селі Ліпіци Серпуховського району Московської області. Померла 19 квітня 2018 року.

## Нагороди і звання
- Герой Соціалістичної Праці (30.04.1966)
- орден Леніна (30.04.1966)
- орден Жовтневої Революції (29.08.1986)
- орден Трудового Червоного Прапора (15.12.1972)
- медалі
- Державна премія СРСР (1975)
- Почесний громадянин Серпуховського району (26.05.1999)
- Заслужений працівник сільського господарства Московської області (2002)
- Почесний знак «За заслуги перед Серпуховським районом» (2008)